# Colombey-les-Deux-Églises
Colombey-les-Deux-Églises là một xã trong tỉnh Haute-Marne, thuộc vùng Grand Est của nước Pháp, có dân số là 650 người (thời điểm 1999). Xã nằm cách Bar-sur-Aube 15 km và cách Paris 260 km. Charles de Gaulle qua đời tại đây.

## Thông tin nhân khẩu
| 1962 | 1968 | 1975 | 1982 | 1990 | 1999 |
| ---- | ---- | ---- | ---- | ---- | ---- |
| 714  | 759  | 713  | 688  | 660  | 650  |